# Археолошко налазиште Идумум
Археолошко налазиште Идумум се налази у атару села Медвеђа код Деспотовца.
Археолошка истраживања периоду од 1960. до 1962. године у организацији Народног музеја у Београду открила су на левој обали реке Ресаве у селу Медвеђа код Деспотовца, на локалитетима Бедем и Попов чаир, остатке римске путне станице Идумум, која се налазила на путу Виминацијум-Наисус (лат. via publica Viminacijum - Naissus). Откривени су и делови римског пута и остаци архитектуре међу којом су терме и друге мање зграде а анализом добијених података је константовано да се на овом месту поред путне станице налазило и цивилно насеље. Покретни археолошки материјал откривен токов ових радова датован је у крај III и IV век.
Локалитет "Идумум" проглашен је за непокретно културно добро – археолошко налазиште 29. априла 1983. године.